# Liliana Quintanar Vera
Liliana Quintanar Vera (nascuda el 1975) és una química farmacèutica mexicana que exerceix principalment en el camp de les proteïnes i les malalties neurodegeneratives.

## Primers anys i educació
Quintanar Vera va néixer a Ciudad de México el 1975. Va representar el seu país a la Olimpíada Internacional de Química el 1993. Va estudiar química en la Universitat Nacional Autònoma de Mèxic el 1998. Més endavant va rebre la medalla Gabino Barreda per la seva investigació. Va prendre part d'un programa d'intercanvi amb la Universitat de Califòrnia en Santa Bàrbara. Es va vincular a la Universitat Stanford per obtenir el seu doctorat, treballant amb metal·loproteïnes sota la supervisió de Edward I. Solomon. Es va centrar en l'estructura, funció i mecanisme d'activació de l'oxidasa multicoure.

## Carrera
Quintanar Vera va retornar a Mèxic i es va vincular al Departament de Neuroquímica de la Universitat Nacional Autònoma de Mèxic, on va investigar la neurotoxicitat del manganès. Es va unir al Centre d'Investigació i d'Estudis Avançats el 2005, on va estudiar sobre les proteïnes associades amb les malalties neurodegeneratives. Quintanar estudia el paper dels metalls en l'agregació de proteïnes i la etiologia de les malalties.
va ser becària del Programa Fulbright a l'Institut de Tecnologia de Massachusetts, treballant amb Jonathan King entre el 2014 i el 2015. El seu projecte es va centrar en el paper dels ions de coure en el cristal·lí humà. Va ser nomenada membre de la Societat Internacional de Química Biològica Inorgànica en 2017. Aquest mateix any va coordinar la Xarxa Temàtica d'Estructura, Funció i Evolució de les Proteïnes (REFEP).

## Premis i reconeixements
- 2017 - Premi d'Investigación de la Academia Mexicana de Ciencias.[3][5][8]
- 2016 - Premi Marcos Moshinsky.[9]
- 2014 - Beca del Programa Fulbright.[10]
- 2007 - Premid L'Oréal-UNESCO a Mujeres en la Ciencia.[11][12][13]